# Vanni Marcoux
Pour les articles homonymes, voir Marcoux.
Répertoire
- Boris Godounov : rôle-titre (puis metteur en scène)
- La Damnation de Faust : Méphistophélès
- Monna Vanna : Guido Colonna
- Pelléas et Mélisande : Arkel / Golaud
- Rigoletto : Sparafucile
...
Scènes principales
Opéra Garnier (Paris)
Royal Opera House (Covent Garden, Londres)
Théâtre royal de la Monnaie (Bruxelles)
...

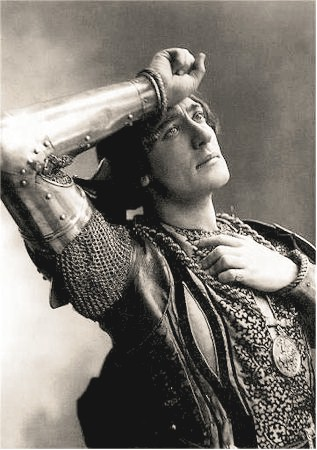
Dans Monna Vanna en 1909 :
rôle de Guido Colonna

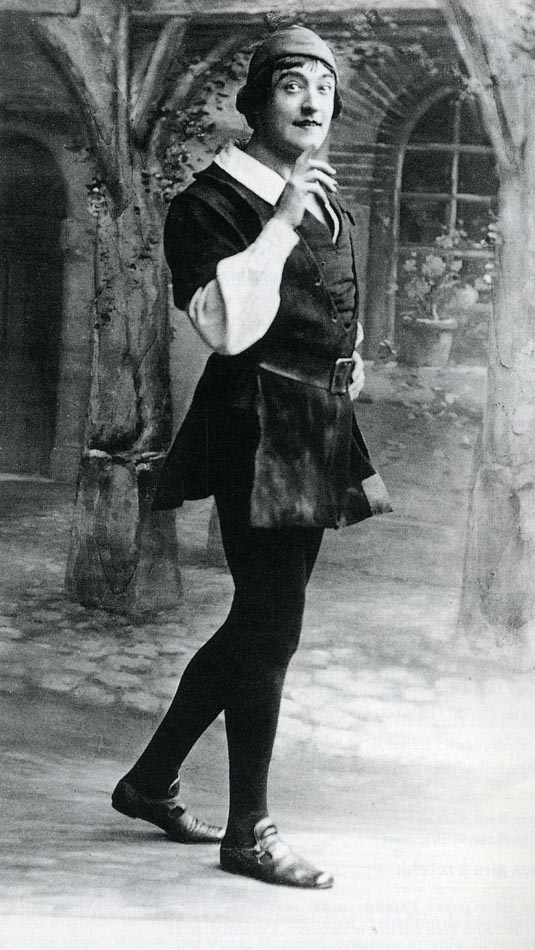
Dans Panurge en 1913 :
rôle-titre

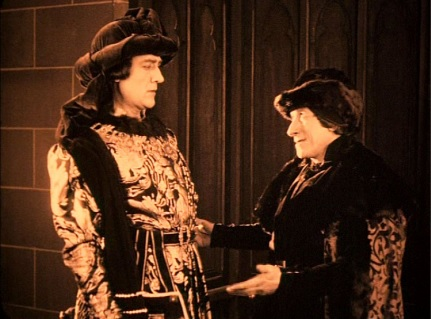
Avec Charles Dullin (à d.), dans Le Miracle des loups (1924)

Giovanni « Vanni » Emilio Diogenio Marcoux (francisé ensuite Jean Émile Diogène Marcoux), né le 12 juin 1877 à Turin et mort le 24 octobre 1962 à Montreuil, est un chanteur d'opéra (baryton-basse), metteur en scène et pédagogue français, occasionnellement acteur (parfois crédité Vanni-Marcoux ou Jean-Émile Vanni-Marcoux).

## Biographie
Né d'une mère italienne (d'où ses prénoms italiens francisés ultérieurement) et d'un père français (d'où sa nationalité et son nom), Vanni (diminutif de son premier prénom de naissance) Marcoux étudie éphémèrement le droit et prend ses premières leçons de chant au Conservatoire de Turin, sa ville natale. Il apparaît pour la première fois sur une scène d'opéra en 1894 (à 17 ans), tenant le rôle de Sparafucile dans Rigoletto de Giuseppe Verdi.
Venu à Paris, il y poursuit ses études de chant notamment auprès  du baryton Frédéric Boyer. Il débute officiellement en 1900 au Théâtre municipal de Bayonne, où il personnifie Frère Laurent dans Roméo et Juliette de Charles Gounod. Au même lieu, suivent La Bohème de Giacomo Puccini (rôle de Colline repris à Nice) et à nouveau Rigoletto comme Sparafucile. Mentionnons aussi l'Opéra de La Haye (Pays-Bas) avec Faust de Gounod (rôle de Méphistophélès en 1903) et Tosca de Puccini (rôle du baron Scarpia en 1905).
En 1905, il débute au Royal Opera House (Covent Garden) de Londres, y interprétant Basilio dans Il barbiere di Siviglia de Gioachino Rossini (avec Victor Maurel), le Commandeur dans Don Giovanni de Wolfgang Amadeus Mozart et Sparafucile encore dans Rigoletto de Verdi (ces deux derniers opéras avec Enrico Caruso). Invité régulier du Covent Garden jusqu'en 1912, il personnifie par exemple Arkel dans Pelléas et Mélisande de Claude Debussy en 1909. Puis il revient une dernière fois au Covent Garden en 1937, à nouveau dans Pelléas et Mélisande, où il est cette fois Golaud.
Après une saison au Théâtre royal de la Monnaie à Bruxelles (1907-1908), où il est entre autres le Grand Prêtre dans Samson et Dalila de Camille Saint-Saëns (avec Claire Croiza) et tient le rôle-titre dans Mefistofele d'Arrigo Boito, il intègre en 1908 l'Opéra Garnier de Paris où il chante jusqu'en 1946 (il y débute comme Méphistophélès du Faust de Gounod précité, avec Mary Garden qu'il faillit épouser).
Parmi ses rôles suivants à l'Opéra Garnier, citons Guido Colonna dans Monna Vanna d'Henry Février (1909, avec Lucienne Bréval), le vieillard hébreu dans Samson et Dalila de Saint-Saëns (production présentée à La Scala de Milan en 1910), Méphisto dans La Damnation de Faust d'Hector Berlioz (1924, avec Ninon Vallin), ainsi que L'Aiglon d'Arthur Honegger et Jacques Ibert (1937).
Arrêtons-nous ici sur Boris Godounov de Modeste Moussorgski en 1922, production de Garnier où il tient le rôle-titre en français dans la maison-mère (avec Germaine Lubin), avant de le reprendre en italien à La Scala de Milan (sous la baguette d'Arturo Toscanini). Enfin, en 1949, de nouveau à Garnier, il met en scène Boris Godounov, dans une production reprise jusqu'en 1953.
Hors l'Europe, il chante également aux États-Unis, pour la première fois en 1912 à l'Opéra de Boston (en) dans Pelléas et Mélisande de Debussy (rôle de Golaud). Au Chicago Grand Opera Company, en 1913, dans Les Contes d'Hoffmann de Jacques Offenbach, il est Coppélius, le docteur Miracle, le capitaine Dapertutto et Crespel. Il est régulièrement invité à Chicago entre 1926 et 1931, tenant ainsi le rôle-titre dans Don Quichotte de Jules Massenet en 1929.
De 1938 à 1948, Vanni Marcoux enseigne le chant au Conservatoire de Paris. Parmi ses élèves, on peut nommer Renée Doria et Gérard Souzay.
Retiré de la scène comme chanteur en 1948, il devient la même année directeur du Grand Théâtre de Bordeaux, poste qu'il conserve jusqu'en 1952.
De 1922 à 1955, il enregistre sur disques 78 tours puis microsillons des chansons (ex. : Le Temps des cerises d'Antoine Renard en 1934), mélodies (ex. : Ma poupée chérie de Déodat de Séverac en 1925) et extraits d'opéras (ex. : Pelléas et Mélisande de Debussy en 1927, avec Charles Panzéra), souvent accompagné au piano ou à l'orchestre par le pianiste et chef d'orchestre Piero Coppola (comme dans les extraits de Pelléas et Mélisande en 1927).
En outre, il contribue au cinéma à quatre films français, dont Le Miracle des loups de Raymond Bernard (1924, où il interprète Charles le Téméraire) et Sans famille de Marc Allégret (1934, où il est Vitalis).

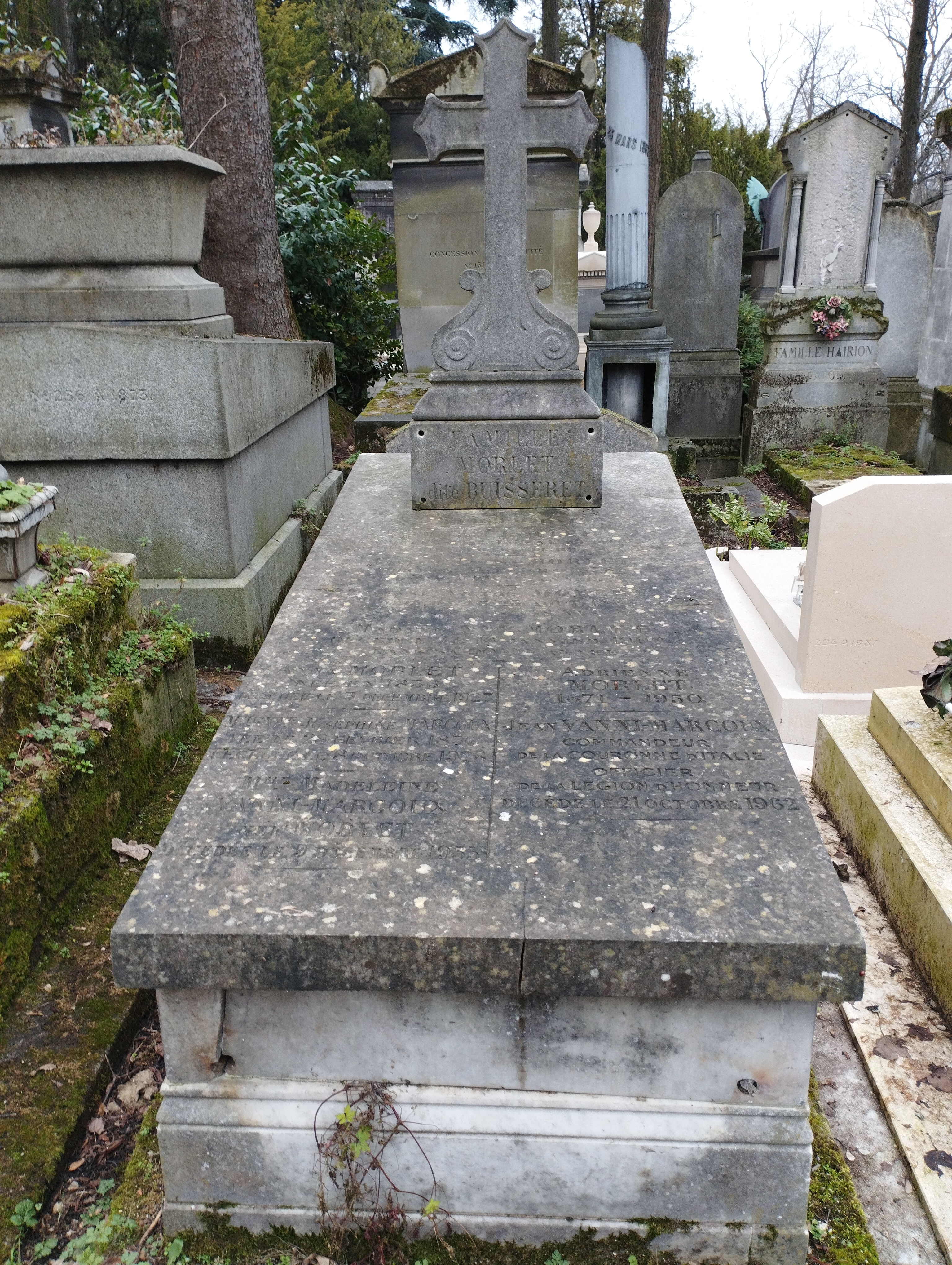
Tombe de Vanni Marcoux au cimetière du Père-Lachaise (division 57).

Vanni Marcoux meurt à Paris en 1962, à 85 ans. Il est inhumé au cimetière du Père-Lachaise (57e division).

## Répertoire (sélection)
(comme chanteur, sauf mention contraire)
- 1894 : Rigoletto de Giuseppe Verdi : Sparafucile (opéra de Turin)
- 1900 : Roméo et Juliette de Charles Gounod : Frère Laurent (Théâtre municipal de Bayonne)
- 1903 : Faust de Charles Gounod : Méphistophélès (Opéra de La Haye)
- 1905 : Il barbiere di Siviglia de Gioachino Rossini : Basilio (Covent Garden)
- 1907-1908 : Mefistofele d'Arrigo Boito : rôle-titre (La Monnaie de Bruxelles)
- 1909 : Pelléas et Mélisande de Claude Debussy : Arkel (Covent Garden)
- 1909 : Monna Vanna d'Henry Février : Guido Colonna (Opéra Garnier)
- 1912 : Pelléas et Mélisande de Claude Debussy : Golaud (Opéra de Boston)
- 1913 : Panurge de Jules Massenet : rôle-titre (Gaîté-Lyrique, Paris)
- 1913 : Les Contes d'Hoffmann de Jacques Offenbach : Coppélius / le docteur Miracle / le capitaine Dapertutto / Crespel (Grand Opéra de Chicago)
- 1922 : Boris Godounov de Modeste Moussorgski : rôle-titre (en français à l'Opéra Garnier) (en italien à la Scala de Milan, direction Arturo Toscanini)
- 1922 : Polyphème de Jean Cras, direction Albert Wolff : rôle-titre (Opéra-Comique, Paris)
- 1924 : La Damnation de Faust d'Hector Berlioz : Méphisto (Opéra Garnier)
- 1929 : Don Quichotte de Jules Massenet : rôle-titre (Grand Opéra de Chicago)
- 1937 : Pelléas et Mélisande de Claude Debussy : Golaud (Covent Garden)
- 1949-1953 : Boris Godounov de Modeste Moussorgski (comme metteur en scène ; Opéra Garnier)

## Filmographie complète
- 1922 : Don Juan et Faust de Marcel L'Herbier : Faust
- 1923 : Le Scandale d'Arthur Rooke (coproduction franco-britannique) : Maurice Ferrioul
- 1924 : Le Miracle des loups de Raymond Bernard : Charles le Téméraire
- 1934 : Sans famille de Marc Allégret : Vitalis